# Anlegerschutz
Anlegerschutz bezeichnet die Gesamtheit der Bestrebungen und Maßnahmen, die Menschen in ihrer Rolle als Anleger schützen sollen. Die Annahme eines Schutzbedürfnisses beruht auf der Annahme, dass Anleger gegenüber den Anbietern von Geldanlagen „strukturell unterlegen“ sind, das heißt infolge mangelnder Fachkenntnis, Information und/oder Erfahrung leicht benachteiligt werden können (siehe auch „Asymmetrische Information“).
Anlegerschützer haben es sich zur Aufgabe gemacht, Anleger vor unseriösen Angeboten auf dem nationalen und internationalen Kapitalmarkt durch Information und Beratung zu schützen. Der Begriff Anlegerschützer ist nicht geschützt; jedermann kann sich als Anlegerschützer bezeichnen.

## Notwendigkeit von Anlegerschutz
Unter Anlegerschutz versteht man im Allgemeinen den Schutz vor unseriösen Angeboten auf dem nationalen und internationalen Kapitalmarkt und Kapitalanlagebetrug. Anlegerschützer nehmen dabei nicht nur die Aktivitäten der börsengelisteten Unternehmen unter die Lupe, sondern besonders auch die Anbieter aus dem Bereich, den man Grauer Kapitalmarkt nennt.

### Verluste von Anlegern
Die Verbraucherzentrale Nordrhein-Westfalen informiert, dass jährlich rund 30 Milliarden Euro durch Immobilien- und Aktiengeschäfte, die keiner ausreichenden Kontrolle unterliegen, verloren gehen:
- Anteile an geschlossenen Immobilien- oder Leasingfonds,
- stille Beteiligungen an Unternehmen,
- der Verkauf von sogenannten Schrottimmobilien sowie
- der Handel mit Warentermingeschäften –

diese Kapitalanlagen in der Grauzone verursachen gesamtwirtschaftlich betrachtet einen hohen Geldverlust und vernichten Ersparnisse, die oft für die Altersvorsorge bestimmt waren. Viele Betroffene wurden finanziell ruiniert, da sie bei solchen Anlagegeschäften ihr eingesetztes Kapital überwiegend oder sogar vollständig verloren.

### Grauer Kapitalmarkt
Auch wenn längst nicht alle Angebote und Anbieter auf dem Kapitalmarkt als unseriös gelten, werden in großem Umfang minderwertige Produkte vertrieben, die auf die Vermögensmehrung ihrer Verkäufer und Initiatoren abzielen. Was erschwerend für die Anleger hinzu kommt, ist die immer komplexer werdende Struktur und die rechtliche Gestaltung vieler Kapitalanlageangebote. Für den Laien, der aus Gründen der privaten Alterssicherung oder Kapitalvermehrung an gewinnversprechenden Kapitalanlagen interessiert ist, sind diese Angebote nur schwer zu durchschauen.

### Versteckte Kosten
Nahezu alle Angebote in vorgenannten Segmenten sind mit derart hohen – teilweise versteckten – Abschlussprovisionen (Kick-back) bzw. Folgekosten (Konzeptionierung, Steuerberatung, Verwaltung etc.) ausgestattet, dass eine angemessene Gewinnerzielung nur selten möglich ist. Da die Vertriebsbeauftragten – zumindest in Deutschland – nach laufender Rechtsprechung des Bundesgerichtshofes (u. a. Urteil XI ZR 305/05) einer strengen Beratungshaftung unterliegen, ist es sehr ratsam, vor einem Abschluss derartiger Verträge zu klären, ob der Vertriebsbeauftragte über eine entsprechende Vermögensschadenhaftpflichtversicherung verfügt – das ist eine Voraussetzung dafür, einen eventuellen Regress erfolgreich durchsetzen zu können.

### Fehlende Transparenz von Anlagen
Nicht nur die Kosten von Geldanlagen sind manchmal intransparent. Auch die mit der Geldanlage zwangsläufig verbundenen Risiken, Kündigungsregelungen und (realistischen) Gewinnerwartungen müssen für eine rationale Anlageentscheidung bekannt sein.

### Finanzielles Wissen der Anleger
Die finanzielle Allgemeinbildung der Deutschen ist sehr gering. Nur wenige Anleger sind in der Lage, die vorliegenden Informationen zu verstehen und daraus angemessene Anlageentscheidungen abzuleiten. Dies gilt insbesondere für junge Menschen. So gaben 2006 zwar 52 % an, sich in Gelddingen „eher“ auszukennen, jedoch sind nur 10 % in der Lage, die aktuelle Inflationsrate größenordnungsmäßig zu benennen.

## Ziele des Anlegerschutzes
Anlegerschutz verfolgt drei wesentliche Ziele:
- Schaffung von Transparenz über Kosten und Risiken einer Geldanlage,
- Schutz vor unseriösen oder betrügerischen Angeboten,
- Schutz der Werthaltigkeit der Anlagen.

Nicht Ziel eines Anlegerschutzes kann es sein, sicherzustellen, dass die Anlage den gewünschten Ertrag bringt. Das Risiko der Kapitalanlage muss durch den Anleger getragen werden.
Ziel des Anlegerschutzes muss es sein, Mindeststandards für Transparenz und Schutz vor Betrug sicherzustellen. Kritiker sehen diese Mindeststandards in Teilbereichen überschritten und sprechen von einer Überregulierung.

## Instrumente des Anlegerschutzes
Instrumente des Anlegerschutzes sind vor allem:
- Gesetzesregelungen,
- Zulassungspflicht für Anbieter von Finanzdienstleistungen,
- Schaffung von Transparenz und
- Beratung der Anleger.

Darüber hinaus haben sich für den Schutz von Aktionären 7 Kriterien etabliert, an denen der Anlegerschutz gemessen wird.
Hierzu gehören die Regelungen, dass
- jede Aktie nur ein Stimmrecht hat,
- Abstimmung an Hauptversammlungen auch aus der Ferne, z. B. per Briefwahl, möglich ist,
- Stimmrechte von Aktien nicht von der Hauptversammlung ausgeschlossen werden können,
- denn Stimmen entsprechen pro-rata und proportional Einfluss, der auf das Unternehmen genommen werden kann, z. B. durch eine direkt gewählte Besetzung des Aufsichtsrates,
- Minderheitsaktionäre, insbesondere beim Vorliegen besonderer Umstände wie einer Firmenübernahme, durch besondere Regelungen geschützt werden
- Generell den Altaktionären ein Bezugsrecht bei Kapitalerhöhungen gewährt wird und dass
- die Prozentzahl der zur Einberufung einer außerordentlichen Hauptversammlung erforderlichen Stimmen kleiner oder gleich 10 % ist.

## Einzelne Themen des Verbraucherschutzes
Zur Sicherstellung des Verbraucherschutzes besteht eine Vielzahl von Instrumenten.

### Grundlagen

#### Aufsichtsbehörden
Die Kontrolle von Finanzdienstleistern erfolgt durch Aufsichtsbehörden (in Deutschland: Bundesanstalt für Finanzdienstleistungsaufsicht (BaFin), Deutsche Bundesbank, in Liechtenstein: FMA Finanzmarktaufsicht Liechtenstein, in Österreich: Finanzmarktaufsichtsbehörde (FMA)) und in der Schweiz: Eidgenössische Finanzmarktaufsicht. Diese haben weitreichende Kompetenzen zum Schutz des Geldanlegers.
siehe auch-> Liste von Finanzaufsichtsbehörden

#### Zulassungspflichten
Der Betrieb von Kreditinstituten, Versicherungen und anderen Finanzdienstleistern bedarf der Genehmigung durch die BaFin. Ebenso sind Investmentfonds vor Beginn des Vertriebes zu genehmigen.

#### Einlagensicherung
Kreditinstitute und Versicherungen sind verpflichtet, Mitglied von Einlagensicherungseinrichtungen zu sein.

#### Sondervermögen
Fondsgesellschaften haben die Geldanlagen ihrer Kunden getrennt von eigenen Mitteln zu verwalten (Sondervermögen).

#### Bilanzierungsvorschriften nach HGB
Die Bilanzierungsregeln des deutschen Handelsgesetzbuchs sind stark vom Gedanken des Gläubigerschutz geprägt. Bewertungen sollen möglichst konservativ sein, da die dadurch entstehenden stillen Reserven dem Gläubiger (= Anleger, der Anleihen des Unternehmens zeichnet) zugutekommen sollen. Diese Regeln stellen eine frühe Form des Anlegerschutzes dar.

### Transparenz
Das Setzen von Mindeststandards für Transparenz ist zentrales Ziel einer Reihe von gesetzlichen Auflagen für Anbieter von Kapitalanlagen.

#### Prospekte
Auch für Wertpapiere und Fonds, die nicht börsengehandelt sind, müssen vor dem Beginn des Verkaufs Prospekte erstellt werden, aus denen die relevanten Informationen für den Anleger hervorgehen müssen. Für falsche Angaben in den Prospekten besteht die sogenannte Prospekthaftung. Grundsätzlich ist jeder Prospekt, der einem breiten Publikum zur Zeichnung unterbreitet wird, von der BaFin zu genehmigen. Von der Genehmigungspflicht befreit sind nur Prospekte, die eine Zeichnung der Anlage auf 20 Zeichner (Personen und/oder Firmen) beschränkt.

#### Ad-hoc-Publizitätspflicht
Zur Vermeidung der Schädigung von Anlegern durch Insidergeschäfte besteht die Pflicht für börsennotierte Unternehmen, kursrelevante Informationen unverzüglich als Ad-hoc-Mitteilung bekannt zu geben.

#### Produktinformationsblatt
Das Produktinformationsblatt (auch Verbraucherschutzinformation oder Beipackzettel genannt) soll dazu dienen, Anlegern auf einen Blick die wesentlichen Chancen und Risiken von Bankprodukten übersichtlich darzustellen. Es soll somit dem Verbraucher ermöglichen, die wesentlichen Eigenschaften des Finanzprodukts schnell zu erfassen und verschiedene Anlageprodukte miteinander leichter zu vergleichen.

### Finanzielle Allgemeinbildung
Auch wenn sich 77 % aller Deutschen für die Einführung eines Schulfaches „Wirtschaft“ aussprechen, spielt die Vermittlung wirtschaftlichen Grundwissens im Schulalltag eine eher geringe Rolle.
Eine Vielzahl von Initiativen versucht, das Thema Geld und Geldanlage in die Schulen zu tragen, um damit die Grundlage zu schaffen, dass die richtigen Anlageentscheidungen getroffen werden können. Hauptartikel: Finanzielle Allgemeinbildung.

### Beratungsqualität
Das Bundesministerium für Ernährung, Landwirtschaft und Verbraucherschutz hat 2008 eine Studie zur Qualität des Kapitalanlageberatung in Deutschland
Anforderungen an Finanzvermittler (siehe Finanzvertrieb) – mehr Qualität, bessere Entscheidungen durchführen lassen.
Die Kernaussagen der Studie sind ernüchternd:
Der deutsche Markt für Finanzvermittler ist mit 0,61 Vermittlern auf 100 Einwohner überdurchschnittlich groß.
Der Grad der Regulierung liegt weit unter dem für das Handwerk oder die Schuldnerberatung.
Dem Vermittler steht der typische Verbraucher mit einem unzureichenden finanziellen Bildungsstandard gegenüber.
Fehlleistungen sind eher die Regel als die Ausnahme; so werden 50 bis 80 Prozent aller Langfristanlagen vorzeitig mit Verlust abgebrochen.
Dass Fehlberatungen lange Zeit oder gar nicht auffallen, ist eines der Hauptprobleme des Marktes.
So lautet eine der Empfehlungen in der Studie, dass eine reine Finanzberatung ohne Produktverkauf („Honorarberatung“) den besten Schutz für die Kunden bieten würde.

### Kosten der Geldanlage
Die Angabe aller Kosten für Geldanlagen (siehe Abschnitt Transparenz) ist Voraussetzung für eine sachgerechte Anlageentscheidung. Auch wenn diese vielfach schon gesetzlich vorgeschrieben ist, gibt es eine Reihe von Bereichen, in denen versteckte Kosten oder „Kick-back“-Zahlungen an die Emittenten bestehen.
Beispielhaft ist die Kostentransparenz bei inländischen offenen Investmentfonds geregelt. Neben der Angabe der einmaligen Ausgabeaufschläge sind die Fondsgesellschaften verpflichtet, die Gesamtkostenquote (abgekürzt TER von englisch total expense ratio) des Fonds anzugeben. Jedoch besteht auch hier die Möglichkeit, Kostenbestandteile (z. B. erfolgsabhängige Provisionen, Transaktionskosten für Wertpapiergeschäfte (z. B. bei der Muttergesellschaft)) außer Acht zu lassen. Das Erzeugen künstlicher Transaktionskosten (das sogenannte Churning) ist verboten (und führt zu einer Verschlechterung der historischen Renditen).
Bislang ist in Deutschland (anders als z. B. in der Schweiz und Österreich) nicht vorgeschrieben, die Umschichtungsqote (abgekürzt PTR von englisch portfolio turnover rate) anzugeben, anhand der der Anleger leichter erkennen könnte, ob die Umschichtungen in einem angemessenen Verhältnis zur verfolgten Anlagestrategie stehen.
Die EU-weit gültige Richtlinie 2014/65/EU über Märkte für Finanzinstrumente (Finanzmarktrichtlinie) geht bezüglich der Kosten von Wertpapierdienstleistungen noch einen Schritt weiter und fordert die „Best Execution“, d. h. die Ausführung des Auftrags zu den günstigsten Kosten für den Kunden. Diese Regelungen sind hoch umstritten. Die Umsetzung in deutsches Recht ist noch nicht erfolgt.

## Gesetze zum Anlegerschutz

### EU
- Richtlinie 2014/65/EU über Märkte für Finanzinstrumente (Finanzmarktrichtlinie, MiFID)
- OGAW-Richtlinie

### Deutschland
- Anlegerschutzverbesserungsgesetz (ab Oktober 2004 bzw. Juli 2005)
- Gesetz zur Unternehmensintegrität und Modernisierung des Anfechtungsrechts (Umag)
- Kapitalanleger-Musterverfahrensgesetz
- Bilanzrechtsreformgesetz
- Kapitalmarktinformations-Haftungsgesetz (KapInHaG)
- Bilanzkontrollgesetz
- Vermögensanlagengesetz (seit 1. Juni 2012) – Vorgängerregelung: Verkaufsprospektgesetz (bis 31. Mai 2012)
- Kapitalanlagegesetzbuch (seit 2013)

## Hilfe und Beratung
Hilfe im beratenden Sinne können Anleger und Geschädigte bei einer Vielzahl von Institutionen und Vereinen (wie zum Beispiel den Verbraucherzentralen und Aktionärsvereinigungen) erhalten, ebenso wie bei gewerblichen Beratern, deren Unabhängigkeit in manchen Fällen allerdings umstritten ist.
Wegen der oftmals besonders kurzen Verjährungsfristen sollten sich Anleger bei Zweifeln an der Seriosität und Rechtmäßigkeit ihrer Kapitalanlage umgehend an einen auf das Kapitalanlagerecht spezialisierten Rechtsanwalt wenden. Seit dem Jahr 2008 gibt es die Bezeichnung Fachanwalt für Bank- und Kapitalmarktrecht; der Deutsche AnwaltVerein (DAV) hat eine Arbeitsgemeinschaft Bank- und Kapitalmarktrecht.
Eine schnelle und kostengünstige Möglichkeit, Schadensersatzansprüche vor Verjährung zu schützen, bietet Kapitalanlegern ein Antrag auf Durchführung eines Güteverfahrens vor einer staatlich anerkannten Gütestelle. Neben der Verjährungshemmung ermöglicht ein Güteantrag den Anlegern, Einigungsoptionen mit der Gegenseite frühzeitig zu erkennen und stellt eine wirtschaftlich vorteilhafte Alternative zu langwierigen und teuren Gerichtsprozessen mit meist ungewissem Ausgang dar. Kommt es zu einem Vergleich, wird dieser von der Gütestelle in einem schriftlichen Vertrag dokumentiert, aus dem gegebenenfalls wie aus einem Gerichtsurteil die Zwangsvollstreckung veranlasst werden kann, § 794 Abs. 1 Nr. 1 ZPO.